# 서산 아라메길

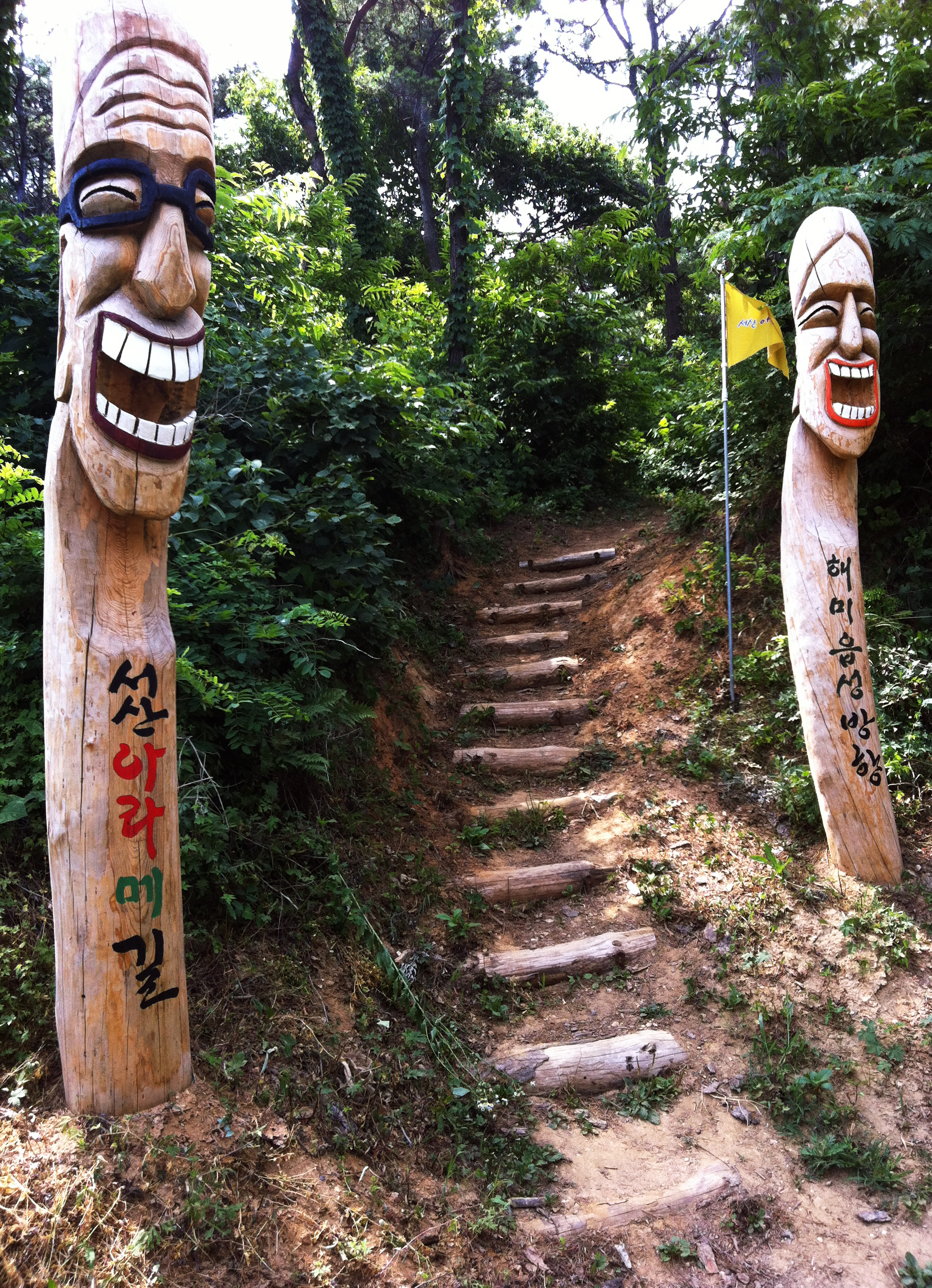
아라메길

아라메길은 충청남도 서산시에 있는 트래킹 코스이다.  아라메는 바다를 뜻하는 고유어 아라와 산을 뜻하는 고유어 메를 합한 말이며, 2010년 제1구간이 준공되었고, 현재는 6구간까지 준공되어 있다.

## 개요
바다를 의미하는 고유어인 '아라'와 산을 의미하는 고유어인 '메'를 합쳐 만든 말로, 바다와 산이 만나는 서산시 지역의 특색을 갖춘 사람과 자연이 함께 어우러진 대화와 소통의 공간으로 아늑함과 포근함이 담긴 트레킹 코스라는 의미를 담고 있다.

## 연혁
- 2010년 2월 : 서산아라메길 종합 추진계획 확정
- 2010년 7월 : 서산아라메길 1구간 준공
- 2011년 10월 : 서산아라메길 1-1구간 준공
- 2011년 11월 : 서산아라메길 2구간, 3구간 준공
- 2012년 11월 : 서산아라메길 3-1구간, 4구간 준공
- 2012년 12월 : 서산아라메길 5구간 준공
- 2015년 12월 : 서산아라메길 6구간 준공

## 갤러리

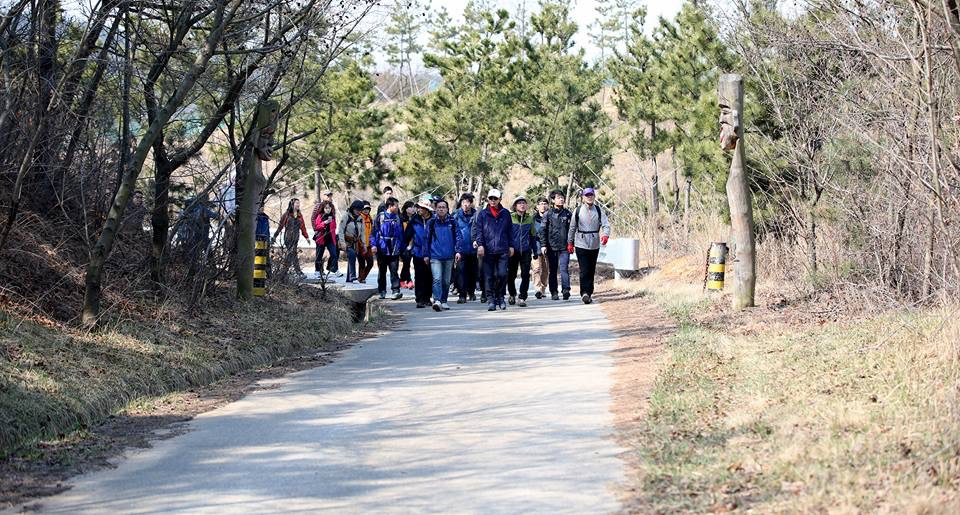
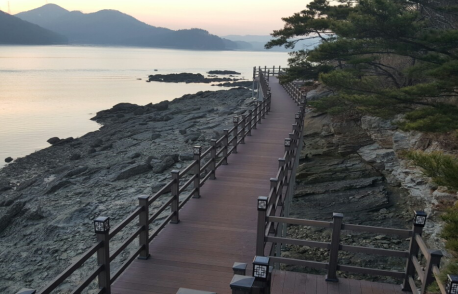
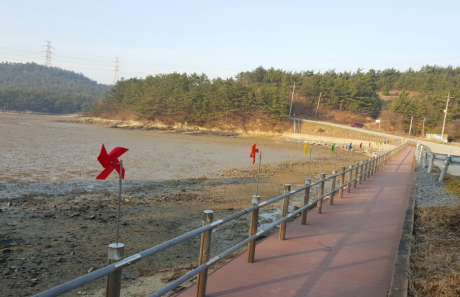
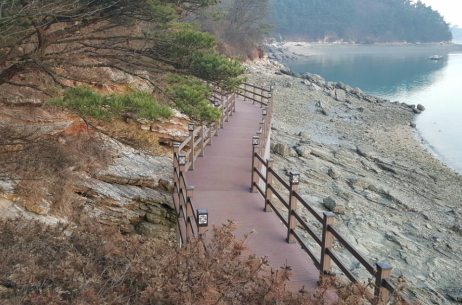
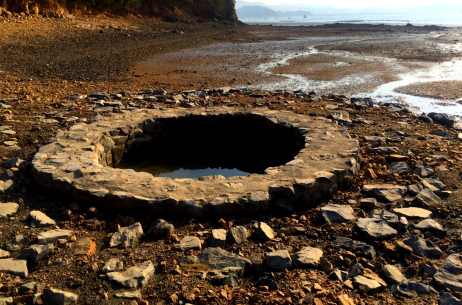
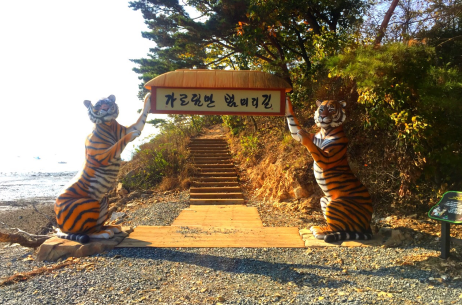
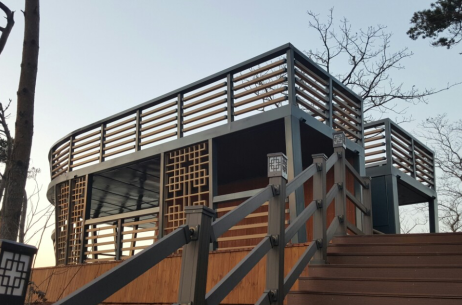

## 코스
| 천년미소길          | 21km   | 유기방 가옥 → 유상묵 가옥 → 미평교 → 고풍저수지 → 용현계곡 입구 → 용현리 마애여래삼존상 → 보원사지 → 개심사 → 개심사주차장 → 정자 → 굴다리벽화 → 해미읍성 진남문    |
| 천년미소길 순환코스 | 7.8km  | 보원사지 → 개심사 입구 → 전망대 → 용현 자연 휴양림 관리소 → 보원사지                                                                                                |
| 해미국제성지순례길  | 10.1km | 해미국제성지 → 해미읍성 서문 → 해미읍성 진남문 → 해미파출소 → 산수저수지 제방 → 산수저수지 입구 → 송덕암 → 송덕암 교차로 → 대곡1리 마을회관 → 현대폐차장 → 한티고개 |
| 삼길나루길 벚꽃길   | 4.2km  | 삼길포 관광 안내소 → 삼길산 전망대 → 봉화대 입구 → 화곡어린이집 |
| 삼길나루길 등산로   | 3km    | 삼길포 관광 안내소 → 삼길산 전망대 → 봉화대 입구 → 삼길산교회 입구 → 펜션단지 입구 → 삼길포 관광 안내소                                                             |
| 구도범머리길 A      | 24km   | 팔봉산 양길리 주차장 → 팔봉면사무소 → 솔감저수지 → 구도항 → 주벅배전망대 → 팔봉 갯벌 체험장 → 호덕간사지 → 방천다리 → 팔봉 양길리 주차장                            |
| 구도범머리길 B      | 14.5km | 구도항 → 옻샘 → 주벅배 전망대 → 팔봉 갯벌 체험장 → 호리항 → 호덕간사지 → 구도항                                                                                     |
| 도비마루길          | 6.2km  | 도비산 주차장 → 부석사 → 동사 → 해돋이전망대 → 도비산 정상 → 패러글라이딩 활공장 → 해넘이 전망대 → 도비산 주차장                                                    |